# Adolf Prokop
Adolf Prokop (Altenbuch, 1939. február 2.) német nemzetközi labdarúgó-játékvezető. Polgári foglalkozása, különleges rendeltetésű tiszt volt az NDK Állambiztonsági Minisztériumában (Stasi).

## Pályafutása

### Nemzeti játékvezetés
Játékvezetésből 1957-ben Miltenbergben vizsgázott. Vizsgáját követően Miltenberg járás Labdarúgó-szövetsége által üzemeltetett labdarúgó bajnokságokban kezdte sportszolgálatát. Az NDK labdarúgó-szövetség Játékvezető Bizottságának (JB) minősítésével 1969-től a DDR-Oberliga játékvezetője. Küldési gyakorlat szerint rendszeres partbírói szolgálatot is végzett. A nemzeti játékvezetéstől 1988-ban visszavonult. DDR-Oberliga bajnoki mérkőzéseinek száma: 283.

#### Nemzeti kupamérkőzések
Vezetett kupadöntők száma: 3.

#### NDK labdarúgókupa
| Időpont           | Helyszín                   | Mérkőzés típusa | Mérkőzés                                            | Eredmény | Nézők száma |
| ----------------- | -------------------------- | --------------- | --------------------------------------------------- | -------- | ----------- |
| 1976. május 1.    | Weltjugend Stadion, Berlin | döntő           | 1. FC Lokomotive Leipzig–FC Vorwarts Frankfurt/Oder | 3 – 0    | 50 000      |
| 1978. április 29. | Weltjugend Stadion, Berlin | döntő           | 1. FC Magdeburg–SG Dynamo Dresden                   | 1 – 0    | 50 000      |
| 1987. június 13.  | Weltjugend Stadion, Berlin | döntő           | FC Hansa Rostock–1. FC Lokomotive Leipzig           | 1 – 4    | 47 000      |

### Nemzetközi játékvezetés
Az NDK labdarúgó-szövetség JB terjesztette fel nemzetközi játékvezetőnek, a Nemzetközi Labdarúgó-szövetség (FIFA) 1973-tól tartotta nyilván bírói keretében. A FIFA JB központi nyelvei közül a németet és az angolt beszéli. 1974-ben kapta meg a FIFA jelvényt. Több nemzetek közötti válogatott, valamint UEFA-kupa, Kupagyőztesek Európa-kupája és Bajnokcsapatok Európa-kupája klubmérkőzést vezetett, vagy működő társának partbíróként segített. Az NDK nemzetközi játékvezetők rangsorában, a világbajnokság-Európa-bajnokság sorrendjében az 1. helyet foglalja el 17 találkozó szolgálatával. A nemzetközi játékvezetéstől 1988-ban visszavonult. Nemzetközi mérkőzéseinek száma: 87, ebből válogatott mérkőzéseinek száma: 25, európai kupajáték: 62.

#### Labdarúgó-világbajnokság
Három világbajnoki tornasorozaton tevékenykedett. Az 1978-as labdarúgó-világbajnokságon, az 1982-es labdarúgó-világbajnokságon, valamint az 1986-os labdarúgó-világbajnokságon a FIFA JB játékvezetőként alkalmazta. Selejtező mérkőzéseken az UEFA zónában tevékenykedett. A kor elvárása szerint az egyes pozícióba küldött partbíró bírói sérülés esetén átvette a mérkőzés irányítását. 1982-ben az Argentin labdarúgó-válogatott–Brazil labdarúgó-válogatott (0–0) találkozót vezető Palotai Károly 2. számú partbírója volt. Világbajnokságon vezetett mérkőzéseinek száma: 2 + 5 (partbíró).

##### 1978-as labdarúgó-világbajnokság

###### Selejtező mérkőzés
| Időpont             | Helyszín                    | Mérkőzés típusa           | Mérkőzés               | Eredmény | Nézők száma |
| ------------------- | --------------------------- | ------------------------- | ---------------------- | -------- | ----------- |
| 1976. november 10.  | Sclessin Stadion, Liège     | előselejtező (4. csoport) | Belgium–Észak-Írország | 2 – 0    | 25 081      |
| 1977. szeptember 7. | Ullevaal Stadion, Oslo      | előselejtező (6. csoport) | Norvégia–Svédország    | 2 – 1    | 23 065      |
| 1977. november 16.  | Letná Saupin Stadion, Prága | előselejtező (7. csoport) | Csehszlovákia–Wales    | 1 – 0    | 22 383      |

###### Világbajnoki mérkőzés
| Időpont         | Helyszín                | Mérkőzés típusa              | Mérkőzés       | Eredmény | Nézők száma |
| --------------- | ----------------------- | ---------------------------- | -------------- | -------- | ----------- |
| 1978. június 7. | Városi Stadion, Mendoza | csoportmérkőzés (D. csoport) | Hollandia–Peru | 0 – 0    | 30 000      |

##### 1982-es labdarúgó-világbajnokság

###### Selejtező mérkőzés
| Időpont           | Helyszín                     | Mérkőzés típusa           | Mérkőzés         | Eredmény | Nézők száma |
| ----------------- | ---------------------------- | ------------------------- | ---------------- | -------- | ----------- |
| 1981. május 30.   | St.Jakob Park Stadion, Bázel | előselejtező (4. csoport) | Svájc–Anglia     | 2 – 1    | 40 000      |
| 1981. október 14. | Qemal Stafa Stadion, Tirana  | előselejtező (1. csoport) | Albánia–Bulgária | 0 – 2    | 19 213      |

###### Világbajnoki mérkőzés
| Időpont         | Helyszín                         | Mérkőzés típusa              | Mérkőzés                              | Eredmény | Nézők száma |
| --------------- | -------------------------------- | ---------------------------- | ------------------------------------- | -------- | ----------- |
| 1982. július 1. | Vicente Calderon Stadion, Madrid | csoportmérkőzés (D. csoport) | Ausztria–Északír labdarúgó-válogatott | 2 – 2    | 20 000      |

##### 1986-os labdarúgó-világbajnokság
| Időpont            | Helyszín                      | Mérkőzés típusa           | Mérkőzés             | Eredmény | Nézők száma |
| ------------------ | ----------------------------- | ------------------------- | -------------------- | -------- | ----------- |
| 1984. november 14. | Hampden Park Stadion, Glasgow | előselejtező (7. csoport) | Skócia–Spanyolország | 3 – 1    | 74 299      |

#### Labdarúgó-Európa-bajnokság
Négy európai-labdarúgó torna résztvevője. Az 1976-os labdarúgó-Európa-bajnokságon, az 1980-as labdarúgó-Európa-bajnokságon, az 1984-es labdarúgó-Európa-bajnokságon, valamint az 1988-as labdarúgó-Európa-bajnokságon az UEFA JB játékvezetőként foglalkoztatta.

##### 1976-os labdarúgó-Európa-bajnokság
| Időpont            | Helyszín                      | Mérkőzés típusa           | Mérkőzés                          | Eredmény | Nézők száma |
| ------------------ | ----------------------------- | ------------------------- | --------------------------------- | -------- | ----------- |
| 1975. december 17. | Hampden Park Stadion, Glasgow | előselejtező (4. csoport) | Skót labdarúgó-válogatott–Románia | 1 – 1    | 11 375      |

##### 1980-as labdarúgó-Európa-bajnokság

###### Selejtező mérkőzés
| Időpont              | Helyszín                         | Mérkőzés típusa           | Mérkőzés                         | Eredmény | Nézők száma |
| -------------------- | -------------------------------- | ------------------------- | -------------------------------- | -------- | ----------- |
| 1978. szeptember 20. | Idrætsparken Stadion, Koppenhága | előselejtező (1. csoport) | Dánia–Angol labdarúgó-válogatott | 3 – 4    | 47 600      |

###### Európa-bajnoki mérkőzés
| Időpont          | Helyszín                  | Mérkőzés típusa              | Mérkőzés                                 | Eredmény | Nézők száma |
| ---------------- | ------------------------- | ---------------------------- | ---------------------------------------- | -------- | ----------- |
| 1980. június 11. | San Paolo Stadion, Nápoly | csoportmérkőzés (A. csoport) | Holland labdarúgó-válogatott–Görögország | 1 – 0    | 14 990      |

##### 1984-es labdarúgó-Európa-bajnokság

###### Selejtező mérkőzés
| Időpont            | Helyszín                        | Mérkőzés típusa           | Mérkőzés                                              | Eredmény | Nézők száma |
| ------------------ | ------------------------------- | ------------------------- | ----------------------------------------------------- | -------- | ----------- |
| 1982. november 17. | Kaftatzoglio Stadion, Szaloniki | előselejtező (3. csoport) | Görög labdarúgó-válogatott–Angol labdarúgó-válogatott | 0 – 3    | 41 534      |
| 1983. június 9.    | Rasunda Stadion, Stockholm      | előselejtező (5. csoport) | Svéd labdarúgó-válogatott–Román labdarúgó-válogatott  | 0 – 1    | 31 474      |
| 1983. október 12.  | JNA Stadion, Belgrád            | előselejtező (4. csoport) | Jugoszlávia–Norvég labdarúgó-válogatott               | 2 – 1    | 9 169       |

###### Európa-bajnoki mérkőzés
| Időpont          | Helyszín                   | Mérkőzés típusa              | Mérkőzés                                            | Eredmény | Nézők száma |
| ---------------- | -------------------------- | ---------------------------- | --------------------------------------------------- | -------- | ----------- |
| 1984. június 19. | Meinau Stadion, Strasbourg | csoportmérkőzés (A. csoport) | Belga labdarúgó-válogatott–Dán labdarúgó-válogatott | 3 – 2    | 36 911      |

##### 1988-as labdarúgó-Európa-bajnokság
| Időpont            | Helyszín                  | Mérkőzés típusa           | Mérkőzés                              | Eredmény | Nézők száma |
| ------------------ | ------------------------- | ------------------------- | ------------------------------------- | -------- | ----------- |
| 1987. április 17.  | Népstadion, Budapest      | előselejtező (5. csoport) | Magyarország–Lengyelország            | 5 – 3    | 8 000       |
| 1987. november 14. | San Paolo Stadion, Nápoly | előselejtező (2. csoport) | Olaszország–Svéd labdarúgó-válogatott | 2 – 1    | 59 046      |

#### Olimpiai játékok
Az 1976. évi nyári olimpiai játékokon a FIFA JB bírói szolgálatra alkalmazta.  A kor elvárása szerint az egyes számú partbíró játékvezetői sérülésnél átvette a mérkőzés vezetését. Partbíróként 2 mérkőzésre, 1-es pozícióban kapott küldést.

##### 1976. évi nyári olimpiai játékok
| Időpont          | Helyszín                       | Mérkőzés típusa              | Mérkőzés  | Eredmény | Nézők száma |
| ---------------- | ------------------------------ | ---------------------------- | --------- | -------- | ----------- |
| 1976. július 20. | Lansdowne Park Stadion, Ottawa | csoportmérkőzés (C. csoport) | Irán–Kuba | 1 – 0    | 11 324      |

#### A magyar labdarúgó-válogatott mérkőzései (1902–1929)
| Időpont             | Helyszín             | Mérkőzés típusa              | Mérkőzés                                                 | Eredmény | Nézők száma |
| ------------------- | -------------------- | ---------------------------- | -------------------------------------------------------- | -------- | ----------- |
| 1984. augusztus 22. | Népstadion, Budapest | felkészülési (587. mérkőzés) | Magyar labdarúgó-válogatott–Svájci labdarúgó-válogatott  | 3 – 0    | 12 000      |
| 1988. május 17.     | Népstadion, Budapest | felkészülési (624. mérkőzés) | Magyar labdarúgó-válogatott–Osztrák labdarúgó-válogatott | 0 – 4    | 8000        |

#### Nemzetközi kupamérkőzések
Vezetett kupadöntők száma: 2.

##### UEFA-szuperkupa
| Időpont          | Helyszín                     | Mérkőzés típusa      | Mérkőzés                          | Eredmény |
| ---------------- | ---------------------------- | -------------------- | --------------------------------- | -------- |
| 1980. január 30. | Központi Stadion, Nottingham | döntő első találkozó | Nottingham Forest FC–FC Barcelona | 1 – 0    |

##### UEFA-kupa
| Időpont           | Helyszín                        | Mérkőzés típusa           | Mérkőzés                               | Eredmény | Nézők száma |
| ----------------- | ------------------------------- | ------------------------- | -------------------------------------- | -------- | ----------- |
| 1981. május 6.    | Portman Road Stadion, Ipswich   | döntő első találkozó      | Ipswich Town FC–AZ Alkmaar             | 3 – 0    | 27 532      |
| 1988. november 8. | Chaban Delmas Stadion, Bordeaux | előselejtező (2. forduló) | FC Girondins de Bordeaux–Újpesti Dózsa | 1 – 0    |             |

## Sportvezetőként
Türingiai Labdarúgó-szövetség Játékvezető Bizottságában ellenőrként tevékenykedik.

## Szakmai sikerek
- 1991-ben a nemzetközi játékvezetés hírnevének erősítése, hazájában 10 éve a legmagasabb Ligában (osztályban) folyamatosan tevékenykedő, eredményes pályafutása elismeréseként, a FIFA JB felterjesztésére az 1965-ben alapított International Referee Special Award címmel és oklevéllel tüntette ki.
- A IFFHS (International Federation of Football History & Statistics) 1987-2011 évadokról tartott nemzetközi szavazásán 151, játékvezető besorolásával minden idők 102, legjobb bírójának rangsorolta, holtversenyben John Blankenstein, Felix Brych, Ioan Igna, Kamikava Tóru, Siegfried Kirschen, Jesús Díaz társaságában.